# 歐塞奇鎮區 (密蘇里州亨利縣)
歐塞奇鎮區（英語：Osage Township）是位於美國密蘇里州亨利縣的一個行政鎮區。

## 地方資料
歐塞奇鎮區的面積為121.09平方千米，當中陸地面積為101.85平方千米，而水域面積為19.24平方千米。根據2020年美國人口普查的數據，當地共有人口768人，而人口密度為每平方千米6.34人。